# Буджерру
Буджерру (італ. Buggerru, сард. Buggerru) — муніципалітет в Італії, у регіоні Сардинія,  провінція Карбонія-Іглезіас.
Буджерру розташоване на відстані близько 450 км на південний захід від Рима, 65 км на захід від Кальярі, 30 км на північ від Карбонії, 15 км на північний захід від Іглезіас.
Населення — 1088 осіб (2014).
Щорічний фестиваль відбувається 24 червня. Покровитель — святий Іван Хреститель.

## Демографія
Населення за роками:

Станом на 1 січня 2023 року в муніципалітеті офіційно проживало 19 іноземців з 13 країн, серед них 8 громадян країн Євросоюзу.

## Сусідні муніципалітети
- Флумінімаджоре
- Іглезіас